# Mediciones de temperatura por satélite

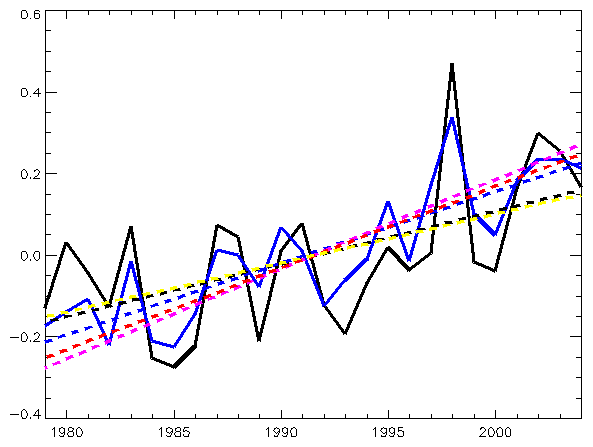
Los registros de RSS TMT (negro) y superficie (azul), en el período 1979-2004.

Las mediciones de temperatura por satélite en la troposfera comenzaron en 1979. Los registros del globo usable (radiosonda) comenzaron en 1958.
Actualmente (a mayo de 2005) la tendencia en datos basados en los satélites de la versión de Mears et al es de +0,133 °C/década y en la versión 5.1 de Spencer y Christy es de +0,085 °C/década (el S+C ha experimentado recientemente una revisión no explicada, y la tendencia a mayo de 2005 ahora es de 0,12 °C/década). Algunos análisis menos actualizados son Fu et al, con 0,2 °C/década (de mayo de 2004) y Vinnikov y Grody, con +0,22 °C a 0,26 °C por década (de octubre de 2003). Esto puede compararse con el aumento del registro superficial de aproximadamente 0,06 °C/década durante el último siglo y 0,15 °C/década desde 1979.
En el IPCC TAR sección 2.2.4 se puede encontrar una extensa comparación y análisis de las tendencias de las distintas fuentes de datos y períodos.
Las mediciones por satélite tienen la ventaja de que tienen una cobertura global, mientras que la medición de la radiosonda es a lo largo. Ha habido varias contradicciones al comparar los datos provenientes de ambos sistemas. Los modelos climáticos predicen que la troposfera se debería calentar más rápido que la superficie, por lo que sólo las versiones de Fu et al o Vinnikov y Grody de las mediciones por satélite son compatibles con esto y las mediciones de superficie.

## La medición de la temperatura por satélite

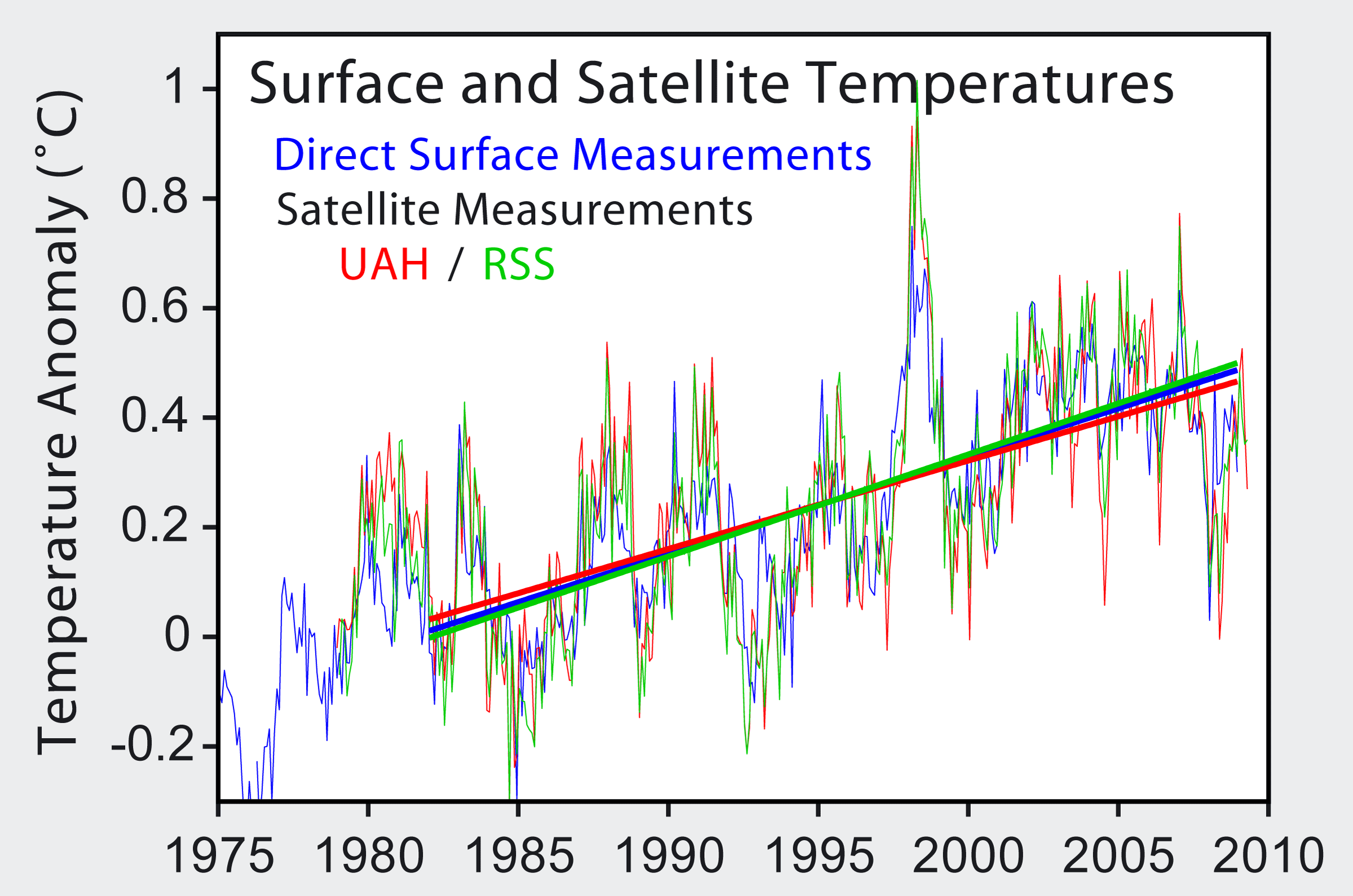
Comparación de registros de temperatura de tierra (azul) vs. satélite (rojo: UAH; verde: RSS) desde 1979. Las tendencias ploteadas desde enero de 1982.

Desde 1979, Microwave Sounding Units (MSUs) sobre los satélites de la órbita polar de NOAA han medido la intensidad de la radiación de microondas del oxígeno atmosférico. La intensidad es proporcional a la temperatura de las extensas capas verticales de la atmósfera, como se ha demostrado mediante la teoría y comparaciones directas con temperaturas atmosféricas y los perfiles de las radiosondas. La radiación se mide a diferentes frecuencias; estas bandas de frecuencias distintas muestran una banda de carga distinta de la atmósfera. El canal 2 representa ampliamente la troposfera.
Las mediciones han sido realizadas a partir de los datos recibidos de nueve MSUs diferentes, cada uno con sus peculiaridades (por ejemplo,, tiempo de vuelo de una nave espacial relativo al tiempo solar local) que deben ser calculados y eliminados porque pueden tener impactos sustanciales en la tendencia resultante.
El proceso de medición de una temperatura mediante el registro de la radiación es difícil. La medición más conocida, de Roy Spencer y John Christy en la Universidad de Alabama en Huntsville (UAH), está actualmente en la versión 5.1, que incorpora correcciones para rutas orbitales y otros factores. La medición es resultado de una sucesión de diferentes satélites, y los problemas con la intercalibración entre los satélites son importantes, especialmente el NOAA-9.
Durante un cierto tiempo la principal conclusión extraída a partir de los datos basados en los satélites de UAH es que parecían contradecir las predicciones IPCC de las Naciones Unidas sobre el calentamiento global. En abril de 2002, por ejemplo, su tendencia basada en los satélites de medición de temperatura era de sólo 0,04 °C/década, comparada con los 0,17 +/- 0,06 °C/década de las
medidas superficiales; sin embargo, en los años siguientes la tendencia de UAH se ha doblado, quedando más acorde con otras tendencias.

## Discusión sobre las mediciones de temperatura basadas en los satélites
A finales de los años 1990 el desacuerdo entre la medición de la temperatura superficial y las mediciones basadas en los satélites era un tema de investigación y discusión. Un informe realizado por el National Research Council que analizaba las tendencias al alza de la temperatura del aire indicó:

Los datos recogidos por los satélites y los instrumentos transportados en globo desde 1979 indican poco sobre el calentamiento de la zona baja a media de la troposfera, la capa atmosférica que se extiende hasta cerca de 5 millas de la superficie de la tierra. Los modelos climáticos predicen generalmente que las temperaturas deben aumentar en la zona superior del aire así como en la superficie si las crecientes concentraciones de gases invernadero están causando un calentamiento.

Sin embargo, el mismo informe concluyó que

La tendencia de calentamiento que se aprecia en las mediciones de la temperatura superficial durante los últimos 20 años es sin lugar a dudas cierta y es sustancialmente mayor que el índice medio de calentamiento durante el siglo XX. La disparidad entre las tendencias de la superficie y la de las capas superiores de aire de ninguna manera invalida la conclusión de que la temperatura superficial ha ido en aumento.

Una crítica importante del informe basado en los satélites es su brevedad - añadiendo algunos años al informe o escogiendo un marco de tiempo particular se pueden cambiar las tendencias considerablemente. Los problemas sobre la longitud del informe de MSU se demuestran con la tabla inferior, que muestra la tendencia global S+C MSU TLT (°C/década) comenzando en enero de 1979 y acabando en diciembre del año mostrado.
| Año  | Variación |
| ---- | --------- |
| 1992 | -0,003    |
| 1993 | -0,044    |
| 1994 | -0,043    |
| 1995 | -0,012    |
| 1996 | -0,007    |
| 1997 | 0,0001    |
| 1998 | 0,0702    |
| 1999 | 0,0579    |
| 2000 | 0,0466    |
| 2001 | 0,0552    |
| 2002 | 0,0725    |
| 2003 | 0,0816    |

Nota: Estos resultados se han logrado utilizando el conjunto de datos v5.1, ahora obsoleto. Los nuevos datos no están disponibles todavía.
Además, aunque comenzaron con los mismos datos, cada uno de los grupos de investigación principales los ha interpretado con diversos resultados. Además de las tendencias de UAH, Mears et al. calcularon 0,097 °C/década desde 1979 a 2001, mientras que Fu et al. calcularon para el mismo período un aumento aproximado del doble, o 0,2 °C/década. Un análisis aún más reciente pero aún polémico (Vinnikov y Grody, Science, 2003) calcula una tendencia de +0,22 °C a 0,26 °C por década. Para poder solucionar estas diferencias, los grupos se reunieron en 2003.

## Medidas por satélite de la temperatura estratosférica
Los satélites también miden la temperatura estratosférica y muestran una disminución en las temperaturas estratosféricas, entremezcladas por el "ruido" de erupciones volcánicas. Esto es lo que se espera de la teoría del calentamiento global: la troposfera se debería calentar, mientras que la estratosfera debería enfriarse. Sin embargo, este imagen sencilla se complica por la disminución del ozono, que también provoca un enfriamiento de la estratósfera.

## Globos meteorológicos (radiosondas)
Los mayores conjuntos de datos de temperatura del aire superior se han recogido de instrumentos elevados por globos (radiosondas). Los cambios en la instrumentación del globo y el procesamiento de datos ha ido mejorando con el paso de los años, a pesar del resultado de las discontinuidades en estas mediciones de temperatura. El conjunto de datos de la radiosonda se convierte en usable global sobre 1958.